# Drosera banksii
Drosera banksii är en sileshårsväxtart som beskrevs av Robert Brown och Dc. Drosera banksii ingår i släktet sileshår, och familjen sileshårsväxter.
Artens utbredningsområde är:
- Northern Territory, Australien.
- Irian Jaya.
- Papua Nya Guinea.
- Coral Sea Islands.
- Queensland.

Inga underarter finns listade i Catalogue of Life.

## Bildgalleri

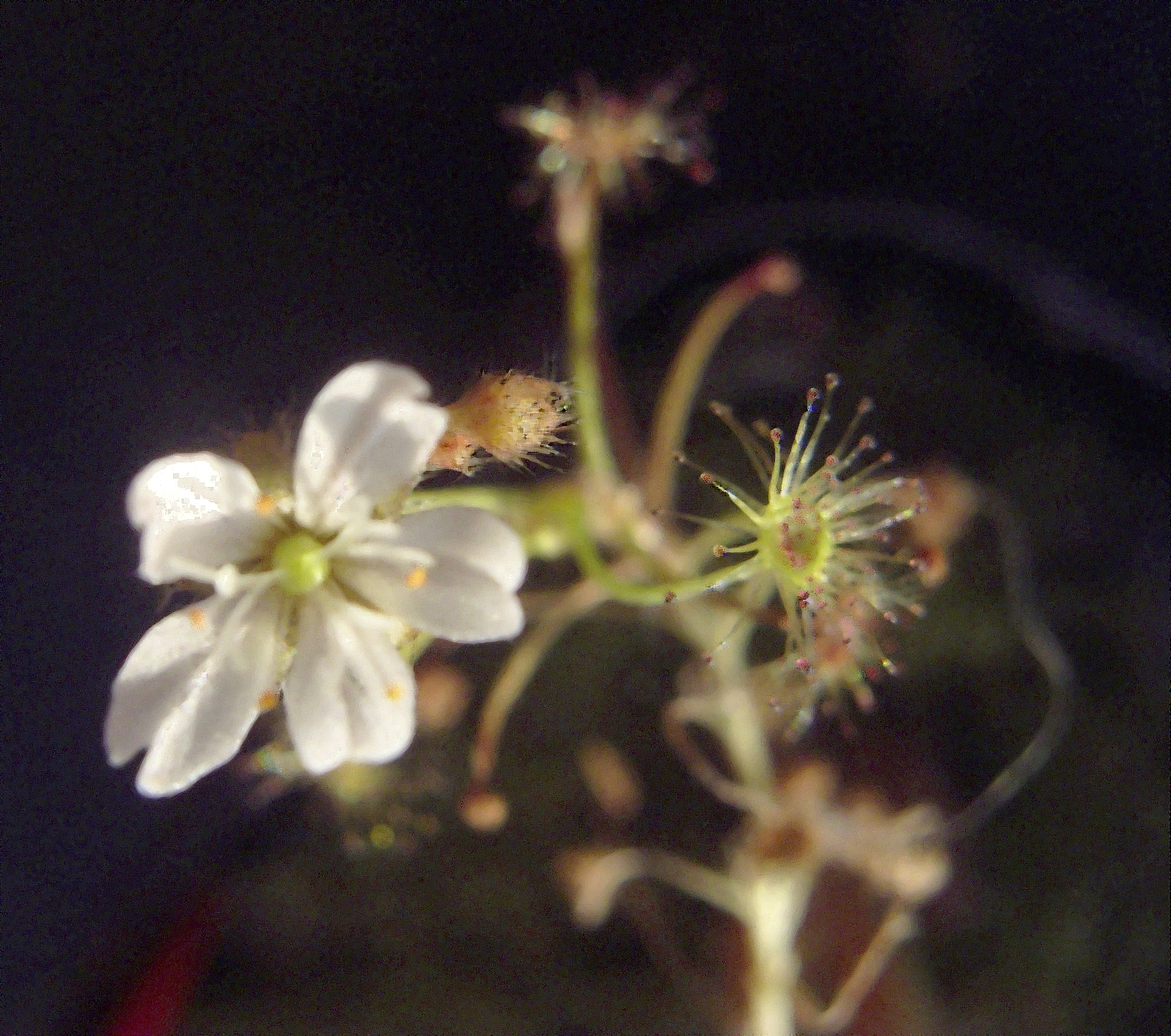
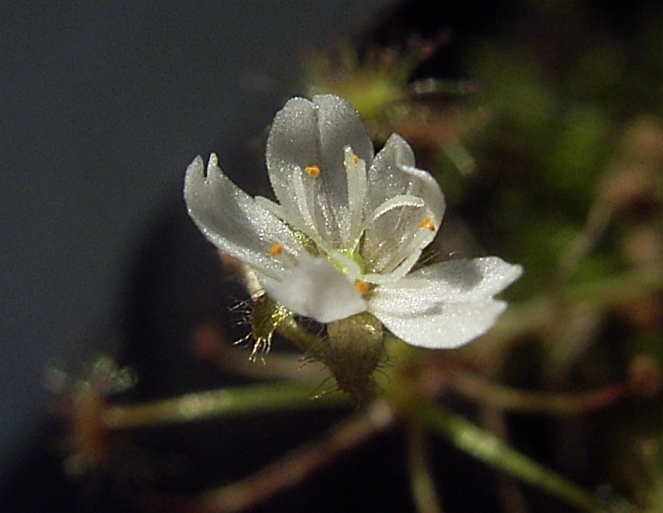
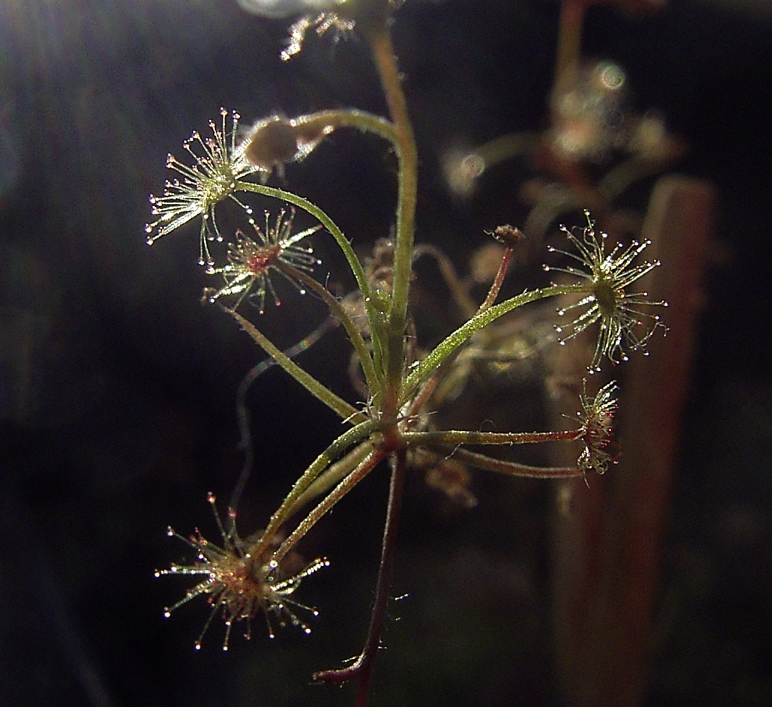
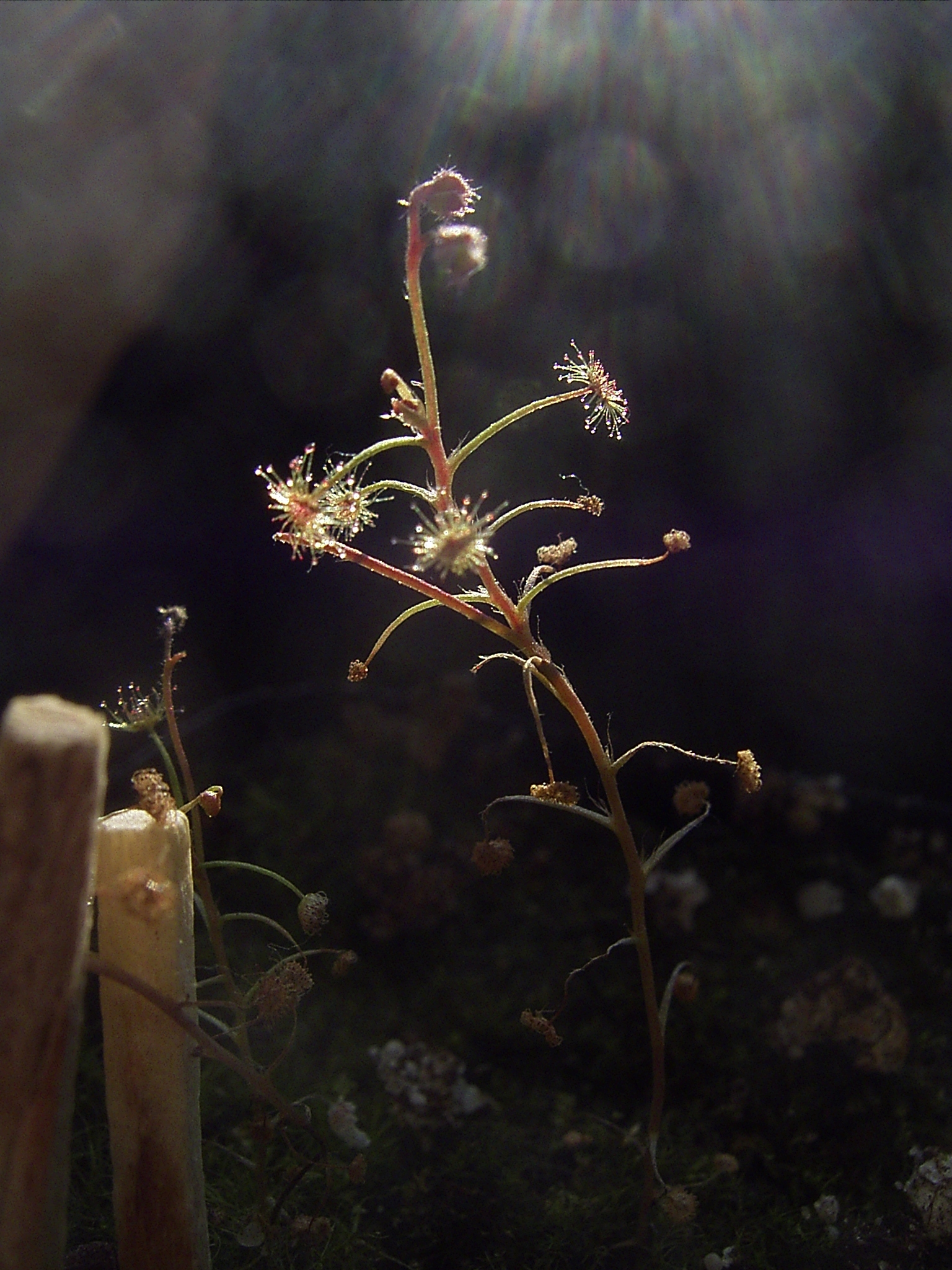
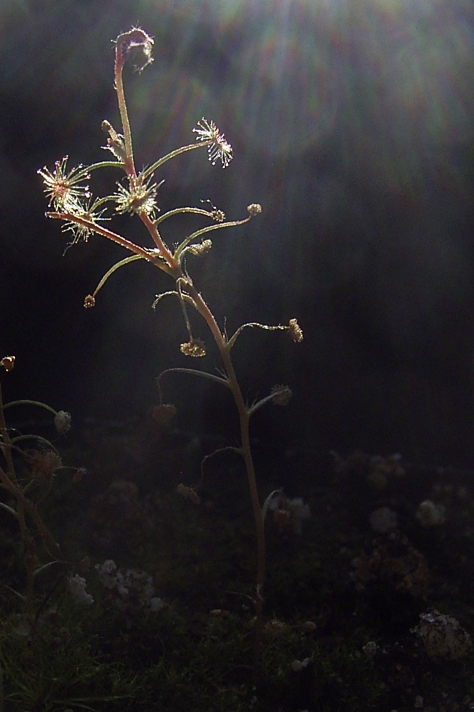